# 道の駅川場田園プラザ
道の駅川場田園プラザ（みちのえき かわばでんえんプラザ）は、群馬県利根郡川場村大字萩室にある群馬県道64号平川横塚線の道の駅である。

## 概要
1998年に開業。東京ドームの約1.5倍の敷地を持つ道の駅で、年間190万人から200万人が来場している。2015年には平成27年度全国モデル道の駅に選定された。当道の駅には、災害時の防災拠点として備蓄庫やヘリポートなどを備えており、2021年には群馬県内で唯一「防災道の駅」として選定されている。

### 主な受賞歴など
- 土木学会デザイン賞 奨励賞（2017年）[10]
- じゃらん全国道の駅グランプリ2022 第1位（2022年）[4][11][12]

## 施設
株式会社田園プラザ川場が運営しており、広い敷地内に各種施設が点在している。
- 駐車場（メイン駐車場のほかに4つの臨時駐車場がある）
- トイレ
- 川場村観光協会（プラザセンター）
- ファーマーズマーケット
- カワバプレミア
- 田園プラザベーカリー
- そば処 虎空蔵
- 麺屋 川匠
- あかくら
- カフェ・ド・カンパーニュ
- ソフトクリームCOWBELL
- KAWABA CHEESE
- KAWABA YOGURT
- KAWABA BEER
- 川場物産センター
- 地ビールレストラン武尊
- ピザハウス
- ミート工房
- かわばんち
- 甘味処　菓匠迦葉
- ろくろ体験陶芸教室
- 名主の館
- プレイゾーン
- ブルーベリー公園[3]
- ホテル田園プラザ（旧ホテルSL）[注 1] - 川場村役場のそばにある。「ほたか高原駅」があり、2006年にD51 561が圧搾空気による運転が可能なよう修復され、以後休日を中心に体験乗車運行が定期的に行われていたが、2016年に運行や保守を担ってきたただ1人の運転士が死去したため終了となった[13]。
  - Restaurant KAWABA TABLE - ホテル田園プラザの「ほたか高原駅」の駅舎をリニューアルしてオープンしたレストラン[14]。

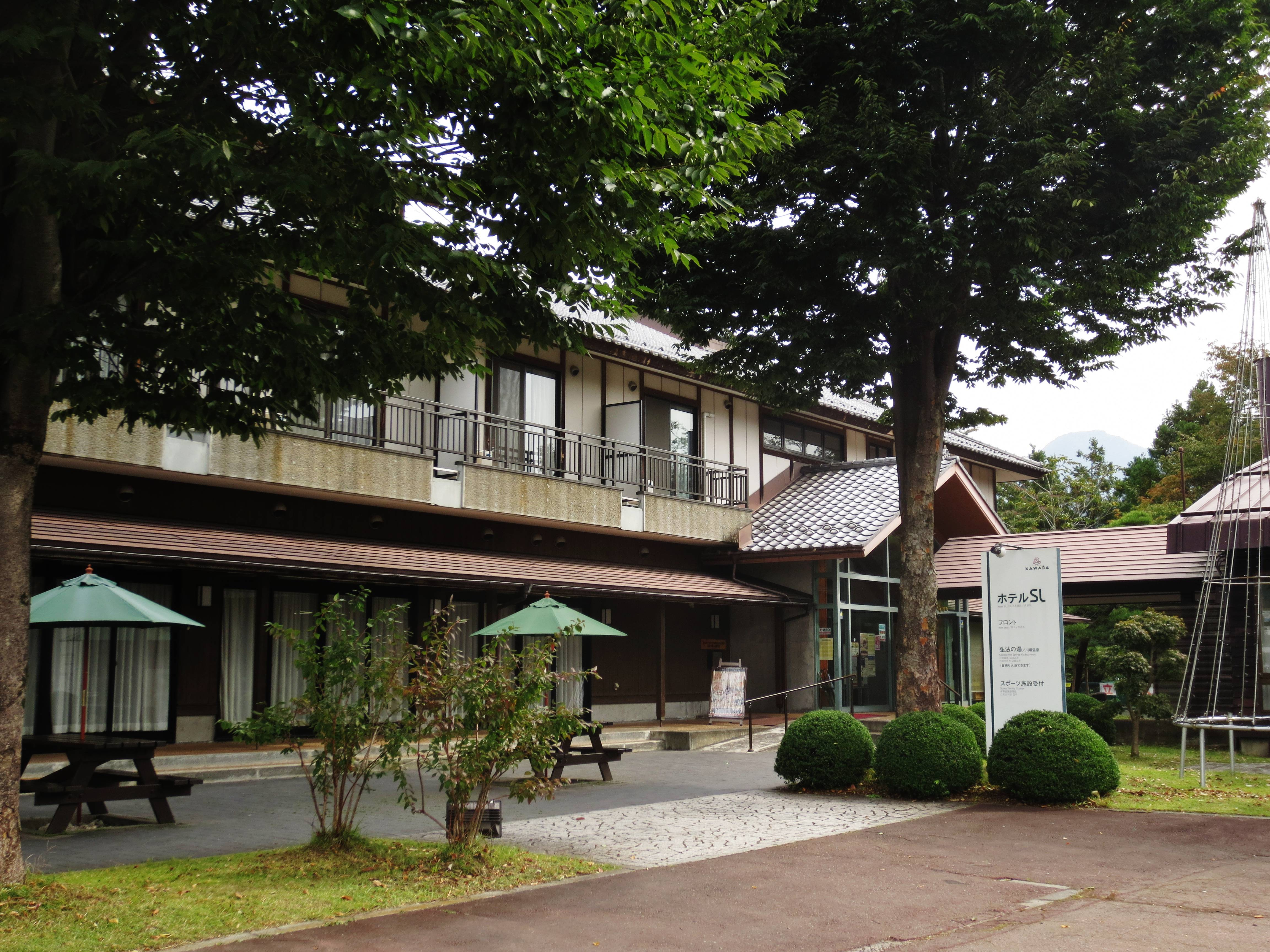
ホテルSL
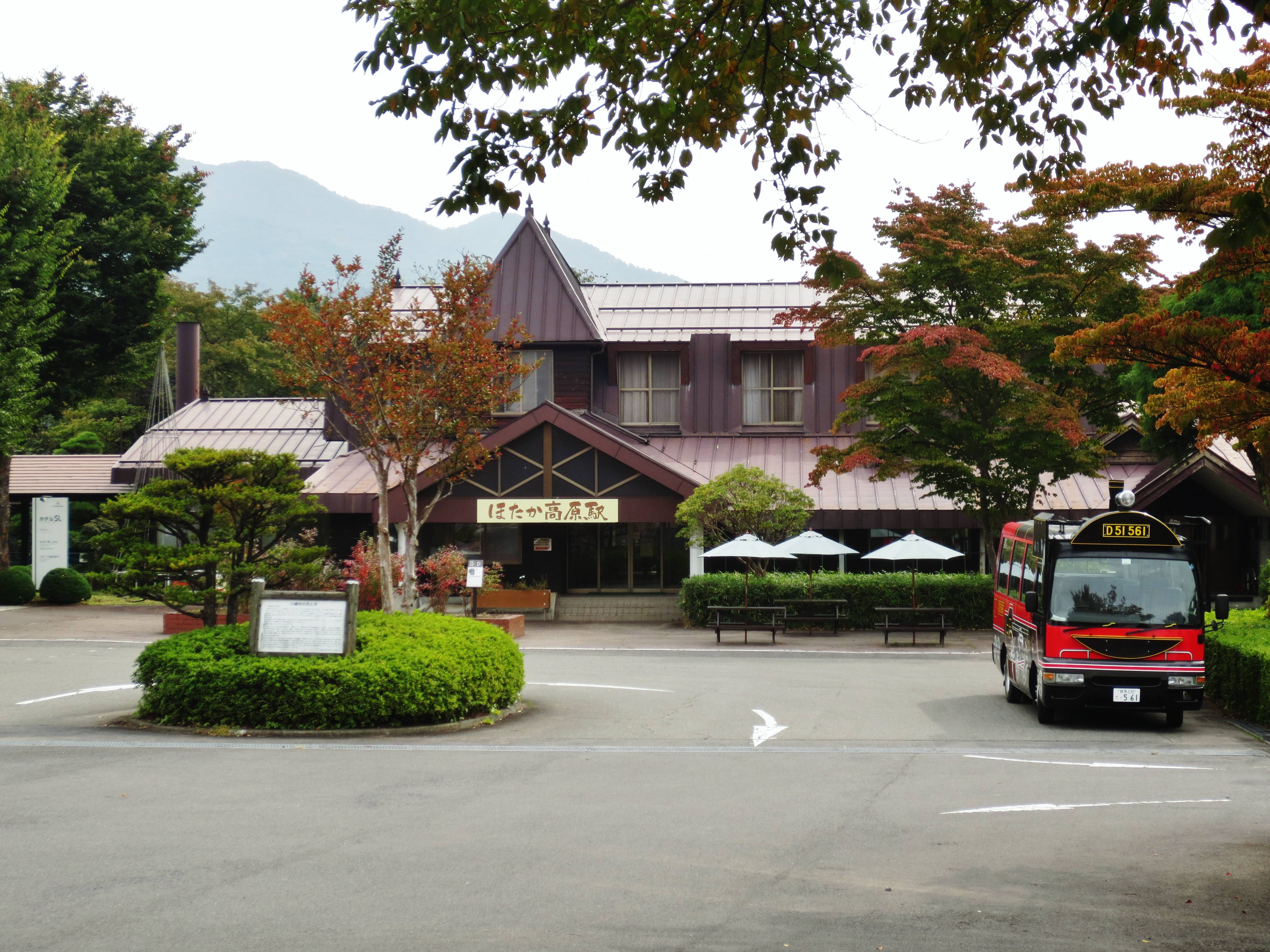
ほたか高原駅
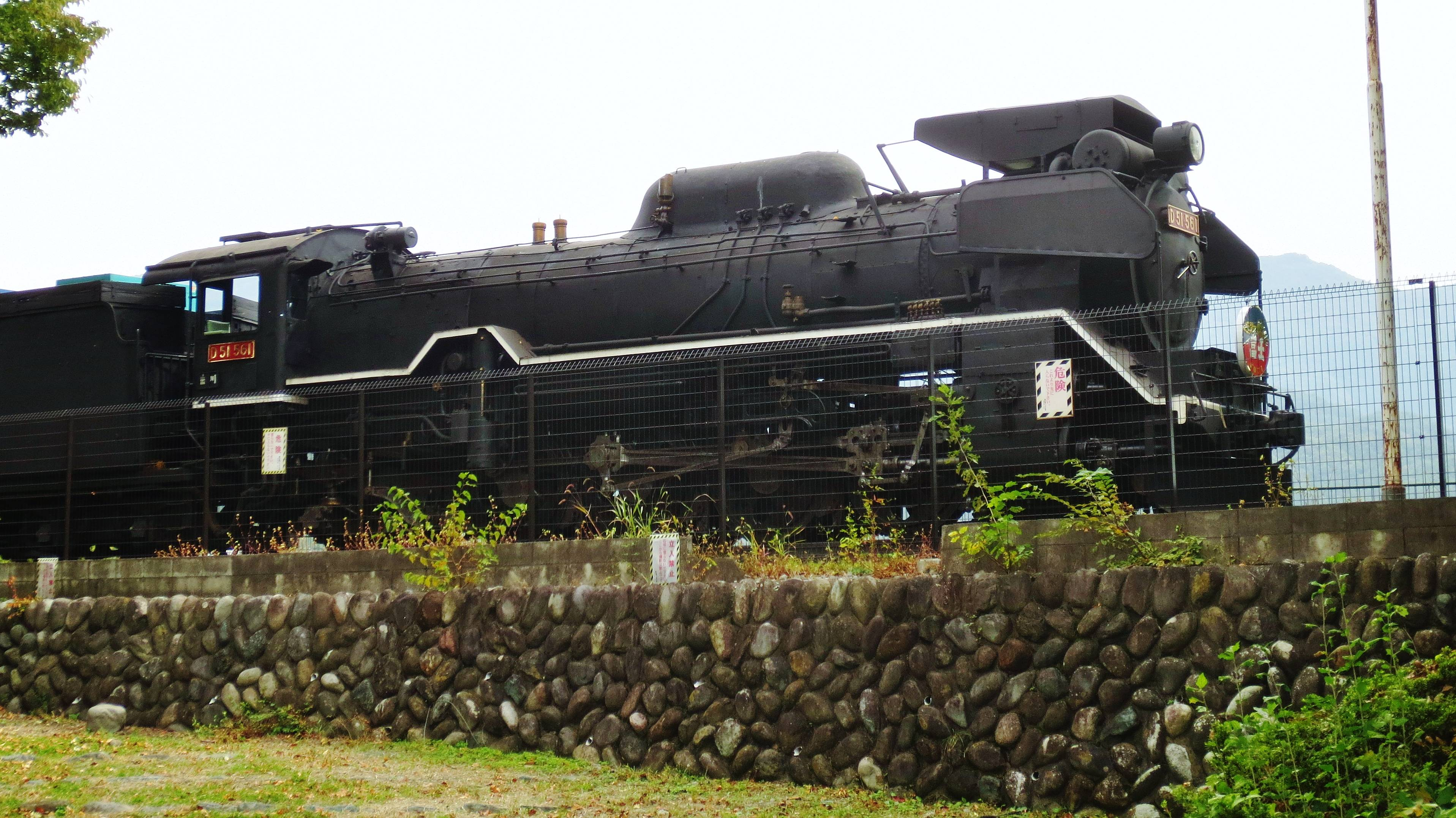
国鉄D51形蒸気機関車561号機

## 交通アクセス

### 自動車
- 群馬県道64号平川横塚線 - 登録路線
- 関越自動車道沼田ICから約10分[3][4]。

### 鉄道
- 東日本旅客鉄道（JR東日本）上越新幹線 上毛高原駅からタクシーで約30分。
- 東日本旅客鉄道（JR東日本）上越線 沼田駅から川場循環バスで約30分、「田園プラザ」バス停下車徒歩1分。

## 周辺

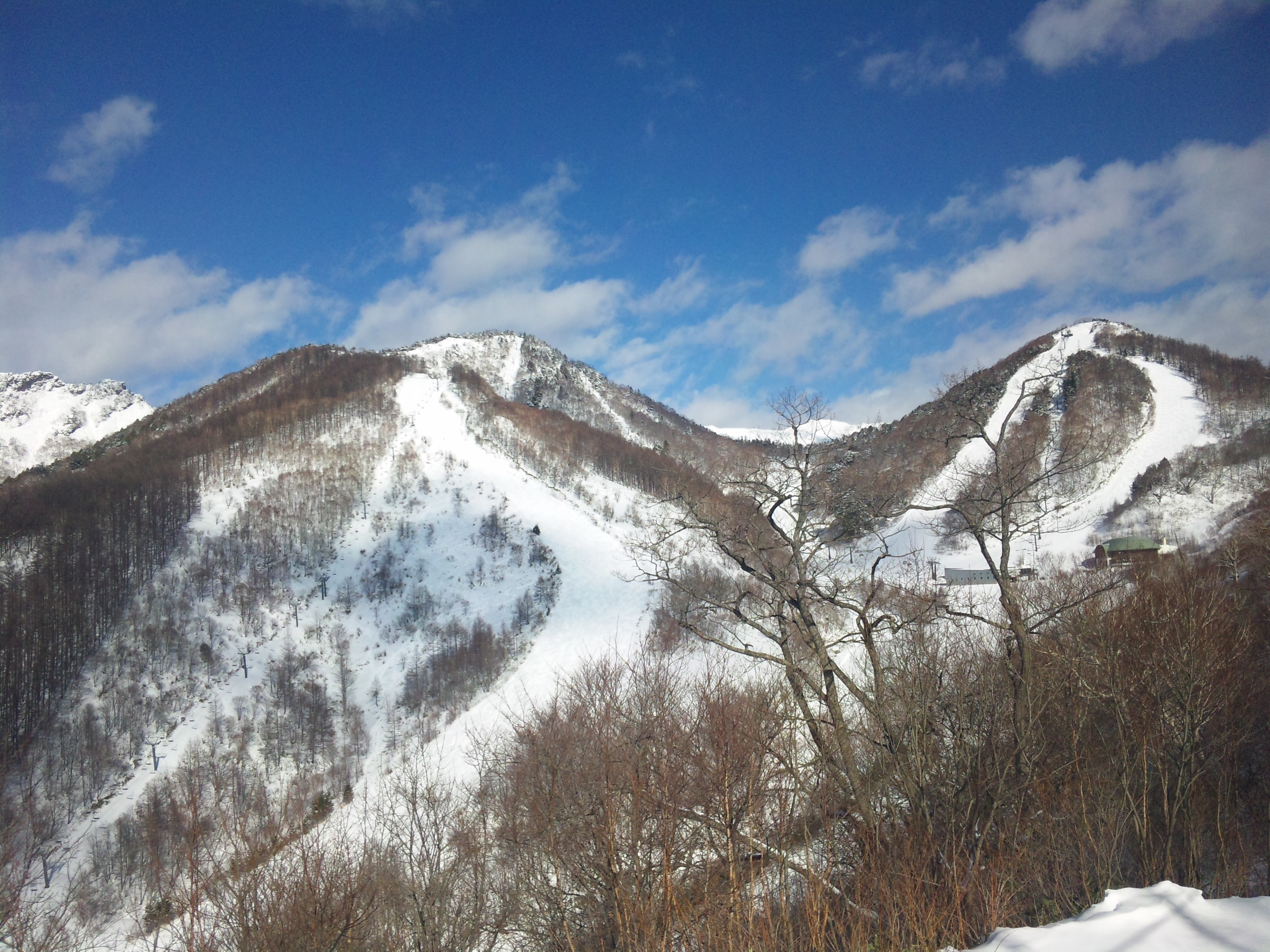
川場スキー場

- ふれあい橋 - 薄根川に架かる歩道専用の橋。自動車は県道64号の岩田橋か利根沼田望郷ラインの新薄根川大橋を渡る。
- キャンプ場 - 薄根川河川敷を整備して作られた。
- 塩河原温泉
- 川場温泉
- 米山温泉
- 宮山温泉
- 川場スキー場 - 冬には雪山の運転が苦手な人のために、川場スキー場まで無料送迎バスがここから発着している[15]。
- 吉祥寺
- 川場村役場
- 川場村中央公園
- 川場村歴史民俗資料館

## テレビ番組
- 日経スペシャル カンブリア宮殿 人口3300人の村に190万人の来訪者!「何もない」村に奇跡を呼んだ"プレミアム道の駅"の全貌!!（2019年11月7日、テレビ東京）[16]